# Edmund Zitturi
Edmund Zitturi, né le 7 septembre 1969, est un biathlète italien.

## Biographie
Vice-champion du monde junior par équipes en 1989, il est appelé à participer à la coupe du monde en fin d'année 1990, puis monte le mois suivant sur son premier podium dans une course par équipes à Ruhpolding. C'est dans la même localité qu'il devient victorieux en relais un an plus tard dans la coupe du monde et obtient son meilleur résultat individuel avec une septième place au sprint.
Aux Championnats du monde 1993, pour son unique sélection en championnat international, il se classe 49e du sprint. Il est actif jusqu'à la fin de l'année 1996.

## Palmarès

### Coupe du monde
- Meilleur classement général : 20e en 1993.
- Meilleur résultat individuel : 7e.
- 1 podium par équipes : 1 deuxième place.
- 2 podiums en relais : 1 victoire et 1 troisième place.

### Championnats du monde junior
- Médaille d'argent par équipes en 1989.